# 黑南星
黑南星（学名：Arisaema rhombiforme）为天南星科天南星属的植物，是中国的特有植物。分布在中国大陆的重庆市等地，生长于海拔2,100米至3,000米的地区，一般生长在林中，目前尚未由人工引种栽培。